# Bolitoglossa lignicolor
Espèce
Synonymes
- Spelerpes lignicolor Peters, 1873
- Spelerpes punctatum Brocchi, 1883
- Oedipus ahli Unterstein, 1930
- Bolitoglossa palustris Taylor, 1949

Statut de conservation UICN

 VU B1ab(iii) : Vulnérable
Bolitoglossa lignicolor est une espèce d'urodèles de la famille des Plethodontidae.

## Répartition
Cette espèce se rencontre dans le Sud-Ouest du Costa Rica et au Panama dans les régions adjacentes ainsi que dans la péninsule d'Azuero et sur l'île Coiba. Elle est présente du niveau de la mer jusqu'à 880 m d'altitude.

## Description
Bolitoglossa lignicolor mesure de 76 à 160 mm dont la moitié environ pour la queue. Sans la queue, les mâles mesurent de 47 à 68 mm et les femelles de 46 à 81 mm. Son dos est brun avec de larges stries claires toutefois il existe des individus entièrement bruns. Son ventre, brun chocolat, présente de grandes taches claires.

## Taxinomie
Spelerpes punctatum a été placée en synonymie avec Bolitoglossa lignicolor par Wake in Thireau en 1986, Oedipus ahli par Dunn en 1940 et Bolitoglossa palustris par Brame et Wake en 1963.

## Publication originale
- Peters, 1873 : Über eine neue Schildkrötenart, Cinosternon effeldtii und einige andere neue oder weniger bekannte Amphibien. Monatsberichte der Königlich Preussischen Akademie der Wissenschaften zu Berlin, vol. 1873, p. 603-618 (texte intégral).